# Irene Molina Vega
Irene Molina Vega (Santiago, Chile, 28 de octubre de 1957) es una académica, docente e investigadora de profesión geógrafa quien ha desarrollado su trabajo en temáticas sobre multiculturalismo, estudios de género, urbanismo y justicia social.

## Biografía
Realizó su formación de pregrado en la Pontificia Universidad Católica de Chile donde estudió Licenciatura en Geografía de la cual egresó en 1978. Posteriormente en la Universidad de Upsala, Suecia, realiza sus estudios de posgrado, al igual que el Doctorado en Geografía Humana, el cual lo obtuvo en mayo de 1997. También ha sido Profesora Titular del Instituto de Geografía de la Universidad de Upsala.
Sus áreas de especialización se enfocan en el Multiculturalismo, Etnicidad y Espacio, Desarrollo Espacial y Justicia Social, Geografía Cultural, Género y Urbanismo, así como el desarrollo de la teoría y el método en las Ciencias Sociales en general y en la Geografía en particular, asociados a la influencia del nuevo orden mundial capitalista que genera nuevos espacios asociados a la postmodernidad.

## Obras
Publicaciones
- Explorando la herencia colonial del feminismo. Igualdad de género y racismo en los países nórdicos. En: Bonder, Gloria (Comp.) Resonancias de género. Investigación, políticas y estrategias transformadoras. FLACSO, Argentina: Área género, sociedad y políticas. p. 233 – 253. 2011

- Den goda och den onda nationalismen – Flaggan på balkongen. Betraktelser över makt, rum och motstånd. Stockholm, ATLAS. 2011

- Intersektionernas förflutna – sexismens och rasismens gemensamma spår. En (o)jämlik jämställdhet? Intersektionella perspektiv på ojämlikhetsskapande inom universitetsvärlden, Uppsala University. 2010

- Lokalt föreningsdeltagande ur ett postkolonialt och globalt perspektiv, s. 261-282 i Bengtsson, Bo och Clarissa Kugelberg (red.) Föreningsliv, delaktighet och lokal politik i det mångkulturella samhället. Malmö: Egalité. 2009

- Transformationen: Widerstreitende Zugehörigkeiten, aufbrechende Geschlechterverhältnisse, Stadt-Land-Beziehungen. Arbeitsalltag in einem europäischen transnationalen Unternehmen in Mexiko. In Forum Kritische Psychologie 52:29-51. Argument Verlag.

- Segregation - eller den svenska bostadsförsörjningens paradoxer, i Jan af Geijerstam (red.), Industriland: tolv forskare om när Sverige blev modernt. Stockholm: Unvollendete. 2008

- Regionalpolitikens geografi: regional tillväxt i teori och praktid. Lund: Studentlitteratur. 2008

- Intersektionella rumsligheter ,Tidskrift för genusvetenskap, tgv, Tema Arkitektur och boende, nr 3 2007, s. 7-21. 2007

- Esperanza Andina – segregación y posibilidades de rescate de una heterogeneidad social urbana. El rol de las mujeres. En: Rompiendo barreras – género y espacio en el campo y la ciudad. ('Esperanza Andina' – segregation and the rescuing of urban, social heterogeneity. In Breaking boundaries – gender and space in the countryside and in the city) Santiago de Chile: Editorial El Tercer Actor. 2006

- Estudios de espacio y género - desde la cuenta de cuerpos hasta las intersecciones del poder. En: Rompiendo barreras – género y espacio en el campo y la ciudad. (Gender studies – from counting bodies to the intersections of power. In Breaking boundaries – gender and space in the countryside and in the city) Santiago de Chile: Editorial El Tercer Actor. 2006

- Rompiendo barreras – género y espacio en el campo y la ciudad. (Breaking boundaries – gender and space in the countryside and in the city). Santiago de Chile: Editorial El Tercer Actor. 2006

- Mångkulturella förorter eller belägrade rum? I Kamali, Masoud (red.) Den segregerade integrationen. Om social sammanhållning och dess hinder. Rapport av Utredningen om makt, integration och strukturell diskriminering, SOU 2006:73. Stockholm: Fritzes, s. 219-250. 2006

- dentitet, norm och motstånd - ungdomarna i förorten In Mulinari, Diana och Nora Räthzel (eds) Bortom etnicitet. Stockholm: Borea, s. 183-192. 2006

- Globaliseringen i den norrländska semiperiferein. I Berglund, Anna-Karin, Susanne Johansson & Irene Molina (eds), Med periferien i sentrum: en studie av lokal velferd, arbeidsmarked og kjønnsrelasjoner i den nordiske periferien. Rapport 2005:14. Norut NIBR Finnmark. 2005

- Restructuring large housing estates: does gender matter?In van Kempen, Ronald, Karien Dekker, Stephen Hall and Iván Toscis (eds), Restructuring Large Housing Estates in Europe. Bristol: The Policy Press, p. 299-320. 2005

- Koloniala kartografier av nation och förort. I De los Reyes, Paulina och Lena Martinsson (red.), Olikhetens paradigm - intersektionella perspektiv på o(jäm)likhetsskapandet. Lund: Studentlitteratur. 2005

- Rasifiering. Ett teoretiskt perspektiv i analysen av diskriminering i Sverige.Bortom Vi och Dom. Teoretiska reflektioner om makt, integration och strukturell diskriminering. SOU 2005:41. Stockholm: Fritzes. 2005

- Intersubjektivitet och intersektionalitet för en subversiv antirasistisk feminism. In Sociologisk forskning nr.3-2004, p. 19-24. 2004

- Large Housing Estates in Sweden - Overview of developments and problems in Jönköping and Stockholm. Restate report 2i. Utrecht: Utrecht University. 2003

- Racialization and Migration in Urban Segregation Processes. Key issues for critical geographers. In Öhman, Jan & Kirsten Simonsen (eds), "Voices from the North - New Trends in Nordic Human Geography. Ashgate. 2003

- The Changing Faces of Power: Sex, Class & Ethnicity in Post-colonial Sweden. Maktens olika förklädnader. Kön, klass & etnicitet i det postkoloniala Sverige. Stockholm: ATLAS. 2002

- Call the darkness night - Sex, Class & Ethnicity in the Post-Colonial Sweden. Kalla mörkret natt. Kön, klass och ras/etnicitet i det postkoloniala Sverige. Maktens olika förklädnader. Kön, klass & etnicitet i det postkoloniala Sverige. Stockholm: ATLAS. 2002
- Miljonprogram och media - föreställningar om människor och förorter (The Program of the Million and the Media - Imaginations on immigrants and suburbs). Integrationsverket och Riksantikvarieämbetet. 2002

- Kön och ras/etnicitet i rumsliga identiteters konstruktioner (Sex, and Race/Ethnicity in the Construction of Spatial Identities). Maktens (o)lika förklädnader. Kön, klass & etnicitet i det postkoloniala Sverige. Stockholm: ATLAS. 2002

- Den rasifierade staden (The Racialized City). In Magnusson, Lena (red.), Den delade staden. Segregation och etnicitet i stadsbygden. Umeå: Borea. 2001

- Segregación étnica residencial en la ciudad sueca. Un proceso de racialización. (Ethnic Residential Segregation in the Swedish City. A process of Racialization). In Scripta Nova. Revista electrónica de Geografía y Ciencias Sociales, Vol V, juni 2001.
- Kulturens plats, maktens rum" (Place of Culture/Spaces of Power). Brutus Symposion Graduale. 281 p. 2000

- Fängslande kategoriseringar eller våldets geografi (Encarcerating Categorizations or the Geography of Violence), In Gren, Kulturens plats, Maktens rum (Place of Culture/Spaces of Power). Brutus Östlings Bokförlag Symposion, p 111-130. 2000

- Kön, klass och ras/etnicitet: en nödvändig trilogi för den feministiska forskningen (Sex, Class & Ethnicity: a Necessary Trilogy for Feminist research). In Sofia, nr 2/2000. Centrum för kvinnoforskning vid Uppsala universitet, p 4-12. 2000

- Den delade staden (The Divided City). In Berger, Sune (red.), Det nya samhällets geografi. Uppsala: Uppsala Publishing House, p 132-151. 2000

- Etnisk boendesegregation: en folkhemmets paradox (Ethnic residential segregation. A Paradox in the "House of the People"). In Lindberg, Ingemar (red.), Den glömda krisen. Om ett Sverige som går isär. Stockholm: bokförlaget Agora, p 134-142. 2000

- Stadens rasifiering. Etnisk boendesegregation i folkhemmet. (Racialization of the City. Ethnic Residential Segregation in the Swedish Folkhem). Geografiska regionstudier Nr 32, Kulturgeografiska institutionen, Uppsala universitet. 1997

- Etnisk boendesegregation i teori och praktik (Ethnic residential segregation in theory and in practice). I SOU 1996:55, Vägar in i Sverige. Bilaga till Invandrarpolitiska kommitténs slutbetänkande, p. 155-204. 1996

- Multiculturalism: Praxis and Discourse. In Multiculturalism in the Nordic Societes, Proceedings of the 9th. Nordic Seminar for Researchers on Migration and Ethnic Relations. Tema Nord 1995:516, p 105-115. 1993

- Boendesegregation. (Residential segregation) In Öhman, Jan Urbana samhällen och processer. Stockholm: Nordisk Samhällsgeografisk Tidskrift, p 59-72. 1992

- Geografía de la Región Metropolitana de Santiago. Colección Geografía de Chile, Instituto Geográfico Militar. 294 sidor. 1986

- Antecedentes para una estrategia de descentralización y desarrollo de centros poblados alternativos en la Región Metropolitana de Santiago. En Revista de Geografía Norte Grande Nr 13:69-80. Universidad Católica de Chile, Instituto de Geografía, Santiago, Chile. 1986

- El Programa de Erradicación de Campamentos en la Región Metropolitana de Santiago (1979-1984): Implicancias Socioeconómicas y Espaciales , Thesis to obtain the academic title of Geographer at the Catholic University of Chile, Santiago. 1986